# Чугуевский завод топливной аппаратуры
Чугуевский завод топливной аппаратуры (ЧЗТА) (укр. Чугуївський завод паливної апаратури) — промышленное предприятие в городе Чугуев.

## История

### 1971—1991
В 1971 году по проекту проектного института «Гипротракторосельхозмаш» в Чугуеве началось строительство завода топливной аппаратуры, основной продукцией которого должны были стать комплектующие к тракторам Т-150 производства Харьковского тракторного завода. Строительству был присвоен статус республиканской ударной комсомольской стройки 9-й пятилетки. В 1974 году, на три месяца раньше срока, первая очередь предприятия была введена в эксплуатацию и завод дал первую продукцию: форсунки для тракторных двигателей и автоматические муфты для топливных насосов.
Вместе с предприятием был построен заводской микрорайон для размещения работников завода (жилые дома, бытовой центр, магазин, почтовое отделение и парикмахерская).
1 января 1985 года на предприятии начался выпуск заводской газеты «Рабочая честь».
В начале 12-й пятилетки завод освоил серийный выпуск топливных насосов и форсунок к двигателям комбайна «Дон-1500».
В дальнейшем, в связи с расширением ассортимента выпускаемой продукции народного потребления на заводе были созданы конструкторско-технологическое бюро и специализированный магазин.
По состоянию на начало 1990 года оборудование завода включало автоматические линии, агрегатные станки, станки-автоматы, станки-полуавтоматы, алмазно-расточные станки, ультразвуковые мойки и установки «Булат» для упрочнения инструмента; производственные мощности обеспечивали выпуск 500 топливных топливных насосов в день. Общая численность работников завода превышала шесть тысяч человек. Основной продукцией завода являлись топливные насосы и распылители на форсунки для двигателей тракторов харьковского производства и комбайнов ростовского производства, также по программе производственной кооперации завод освоил выпуск 13 наименований деталей для трёхколёсного грузового велосипеда Харьковского велосипедного завода им. Г. И. Петровского. Кроме того, завод выпускал товары народного потребления (наборы торцевых гаечных ключей, садово-огородный инвентарь, металлоизделия).

### После 1991
В начале 1990-х годов завод был преобразован в открытое акционерное общество.
В августе 1997 года завод был включён в перечень предприятий, имеющих стратегическое значение для экономики и безопасности Украины.
После создания в октябре 1997 года лизинговой компании «Украгромашинвест», в марте 1998 года пакет из 26 % акций завода был передан в ведение компании.
В 2004 году была проведена реструктуризация завода, в ходе которой часть производственных мощностей была выведена из состава предприятия и передана ООО «Добробут», а три заводских общежития были переданы в коммунальную собственность города.
8 сентября 2004 года Кабинет министров Украины принял решение о выведении из уставного фонда лизинговой компании «Украгромашинвест» пакетов акций 18 предприятий сельскохозяйственного машиностроения (в том числе — 26 % акций ОАО «Чугуевский завод топливной аппаратуры»). Выделенное из состава завода дочернее предприятие «Чугуевская топливная аппаратура — автомобилист» было признано банкротом.
В сентябре 2006 года завод освоил производство топливных насосов для 4-цилиндровых дизельных двигателей производства Минского моторного завода.
В 2006—2007 годы на заводе было внедрено отопление системами инфракрасного излучения, что позволило сократить расходы на отопление.
2007 год завод закончил с убытком 15,107 млн гривен. Начавшийся в 2008 году экономический кризис осложнил положение завода, и 26 сентября 2008 года на собрании акционеров было принято решение о реорганизации ОАО «Чугуевский завод топливной аппаратуры» в общество с ограниченной ответственностью.
По состоянию на октябрь 2014 года завод практически не функционировал — в административном корпусе открыли библиотеку, значительная часть оборудования была продана или сдана в металлолом, численность рабочих сократилась до 40 человек.